# Nashatar Singh Sidhu
Nashatar Singh Sidhu (ur. 19 sierpnia 1939 w Indiach) – malezyjski lekkoatleta, specjalizujący się w rzucie oszczepem i pchnięciu kulą.

## Kariera

### Igrzyska olimpijskie
Jest dwukrotnym olimpijczykiem – z 1964 i 1968, startującym w rzucie oszczepem. W 1964 odpadł w kwalifikacjach, zajmując ostatnie, 25. miejsce z wynikiem 51,63 m. W 1968 także odpadł w kwalifikacjach, plasując się na 23. pozycji z wynikiem 70,70 m. Na igrzyskach w Meksyku był chorążym malezyjskiej kadry.

### Igrzyska Azji Południowo-Wschodniej
Jest dziewięciokrotnym złotym medalistą igrzysk Azji Południowo-Wschodniej. Trzykrotnie wygrywał w pchnięciu kulą i sześciokrotnie w rzucie oszczepem. W 1965 wygrał w obu konkurencjach, uzyskując rezultat 14,09 m w pchnięciu kulą i 71,53 m w rzucie oszczepem. W 1967 ponownie zwyciężył w obu konkurencjach, uzyskując 14,42 m w pchnięciu kulą i 70,54 m w rzucie oszczepem. W 1969 po raz kolejny został mistrzem w obu konkurencjach, uzyskując 14,32 m w pchnięciu kulą i 69,22 m w rzucie oszczepem. W latach 1971–1975 wygrywał już tylko w rzucie oszczepem, uzyskując kolejno 70,52 m, 66,60 m i 64,20 m.

### Igrzyska azjatyckie
Jest dwukrotnym medalistą igrzysk azjatyckich w rzucie oszczepem. W 1966 zdobył złoty medal z wynikiem 72,92 m, a w 1970 wywalczył brąz z wynikiem 67,34 m.

### Inne zawody
Jest srebrnym medalistą mistrzostw Azji z 1973 w rzucie oszczepem z wynikiem 63,28 m.

### Rekordy życiowe
- rzut oszczepem – 75,20 m (1967)